# Rocca (cràter)
|  | No s'ha de confondre amb cràter lunar Rocco (cràter). |

Rocca és un cràter d'impacte que és a prop del terminador occidental de la Lluna. Es troba al nord-oest del cràter inundat de lava Crüger, i a l'oest dels Montes Cordillera. Just al sud-est de Rocca apareix el Lacus Aestatis, un petit mar lunar.

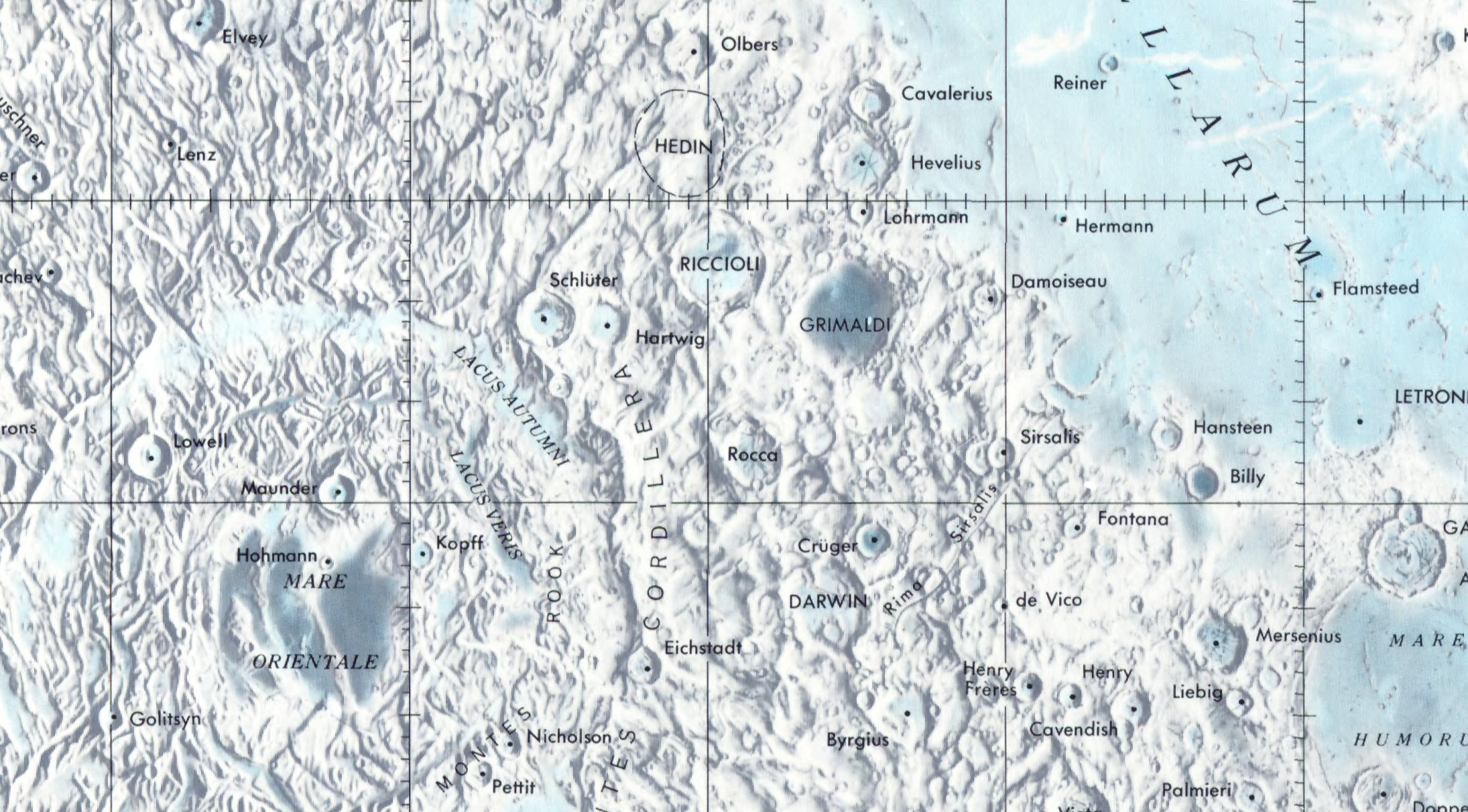
Localització de Rocca (centre de la imatge)
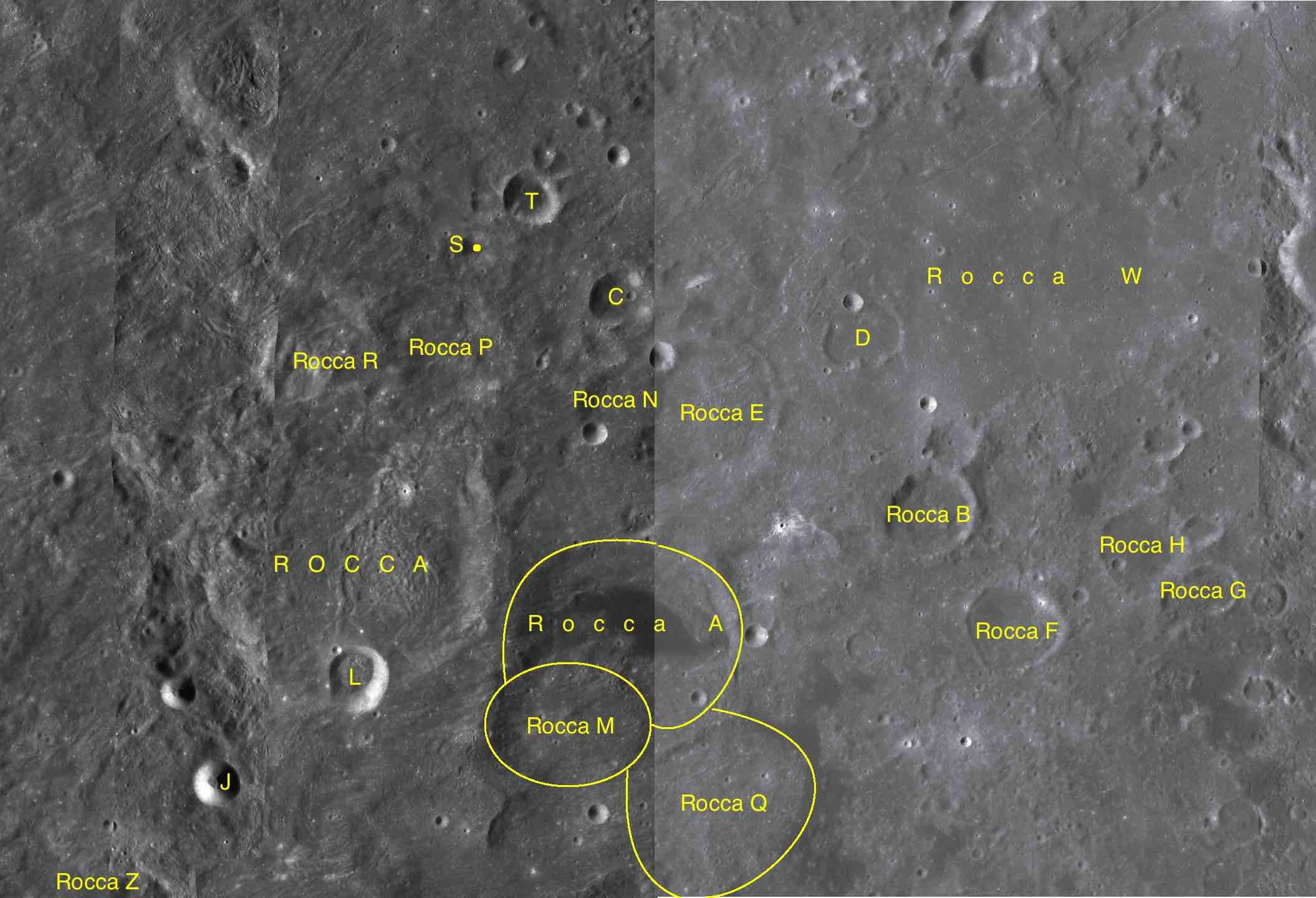
Cràters satèl·lit

Aquest cràter es troba dins de la falda d'ejecció que envolta la conca d'impacte de la Mare Orientale, amb cúmuls radials de material que han modificat l'entorn de Rocca. Presenta un conjunt de turons semblants a dunes a la part est del seu sòl, similars a les de la part oriental de l'interior del cràter Darwin situat al sud, un «flux desaccelerat de materials ejectats en superfície» de l'impacte que va generar la mare Orientale.
La resta del cràter apareix molt deteriorat, amb petits cràters a la vora. Rocca R travessa la vora nord, mentre que el petit Rocca L es troba a cavall sobre la vora sud i la paret interior.

## Cràters satèl·lit
Per convenció aquests elements són identificats en els mapes lunars posant la lletra en el costat del punt central del cràter que està més proper a Rocca.
| Rocca | Coordenades                          | Diàmetre |
| ----- | ------------------------------------ | -------- |
| A     | 13° 48′ S, 70° 00′ O / 13.8°S,70.0°O | 63 km    |
| B     | 12° 36′ S, 67° 24′ O / 12.6°S,67.4°O | 25 km    |
| C     | 10° 42′ S, 70° 12′ O / 10.7°S,70.2°O | 19 km    |
| D     | 11° 00′ S, 68° 00′ O / 11.0°S,68.0°O | 24 km    |
| E     | 11° 48′ S, 69° 24′ O / 11.8°S,69.4°O | 43 km    |
| F     | 13° 36′ S, 66° 36′ O / 13.6°S,66.6°O | 27 km    |
| G     | 13° 18′ S, 64° 54′ O / 13.3°S,64.9°O | 23 km    |
| H     | 12° 54′ S, 65° 24′ O / 12.9°S,65.4°O | 26 km    |
| J     | 14° 54′ S, 73° 54′ O / 14.9°S,73.9°O | 13 km    |
| L     | 13° 54′ S, 72° 36′ O / 13.9°S,72.6°O | 17 km    |
| M     | 14° 30′ S, 70° 42′ O / 14.5°S,70.7°O | 42 km    |
| N     | 11° 36′ S, 70° 18′ O / 11.6°S,70.3°O | 24 km    |
| P     | 11° 12′ S, 71° 42′ O / 11.2°S,71.7°O | 32 km    |
| Q     | 15° 18′ S, 69° 00′ O / 15.3°S,69.0°O | 59 km    |
| R     | 11° 24′ S, 72° 54′ O / 11.4°S,72.9°O | 46 km    |
| S     | 10° 18′ S, 71° 30′ O / 10.3°S,71.5°O | 10 km    |
| T     | 9° 42′ S, 71° 00′ O / 9.7°S,71.0°O   | 16 km    |
| W     | 10° 18′ S, 67° 00′ O / 10.3°S,67.0°O | 102 km   |
| Z     | 16° 00′ S, 75° 24′ O / 16.0°S,75.4°O | 55 km    |